# Episodi di La bella e la bestia (prima stagione)
La prima stagione della serie televisiva La bella e la bestia è composta da 22 episodi trasmessi negli Stati Uniti dal 25 settembre 1987 all'8 aprile 1988 sulla rete CBS.
In Italia è andata in onda a partire dal 3 ottobre 1988 ogni lunedì in prima serata su Italia 1, senza mantenere l'ordine cronologico originale degli episodi.
| nº | Titolo originale                         | Titolo italiano          | Prima TV USA      | Prima TV Italia  |
| -- | ---------------------------------------- | ------------------------ | ----------------- | ---------------- |
| 1  | Once Upon a Time in the City of New York | La città nascosta        | 25 settembre 1987 | 3 ottobre 1988   |
| 2  | Terrible Savior                          | Angeli e demoni          | 2 ottobre 1987    | 17 ottobre 1988  |
| 3  | Siege                                    | La legge del più forte   | 9 ottobre 1987    | 28 novembre 1988 |
| 4  | No Way Down                              | La banda dei Silk        | 16 ottobre 1987   | 24 ottobre 1988  |
| 5  | Masques                                  | La maschera della morte  | 30 ottobre 1987   | 7 novembre 1988  |
| 6  | The Beast Within                         | La darsena della morte   | 6 novembre 1987   | 31 ottobre 1988  |
| 7  | Nor Iron Bars a Cage                     | Malato d'amore           | 13 novembre 1987  | 9 gennaio 1989   |
| 8  | Song of Orpheus                          | Il sogno di Orfeo        | 20 novembre 1987  | 14 novembre 1988 |
| 9  | Dark Spirit                              | Lo spirito delle tenebre | 27 novembre 1987  | 5 dicembre 1988  |
| 10 | A Children's Story                       | Bambini in vendita       | 4 dicembre 1987   | 10 ottobre 1988  |
| 11 | An Impossible Silence                    | Atto di coraggio         | 18 dicembre 1987  | 2 gennaio 1989   |
| 12 | Shades of Grey                           | Il miracolo dell'amore   | 8 gennaio 1988    | 19 dicembre 1988 |
| 13 | China Moon                               | Matrimonio a Chinatown   | 15 gennaio 1988   | 23 gennaio 1989  |
| 14 | The Alchemist                            | Droga mortale            | 22 gennaio 1988   | 16 gennaio 1989  |
| 15 | Temptation                               | Il caso Taylor           | 5 febbraio 1988   |                  |
| 16 | Promises of Someday                      | Vent'anni dopo           | 12 febbraio 1988  | 6 febbraio 1989  |
| 17 | Down to a Sunless Sea                    | Un rivale per Vincent    | 19 febbraio 1988  | 13 febbraio 1989 |
| 18 | Fever                                    | La nave dei tesori       | 25 febbraio 1988  |                  |
| 19 | Everything Is Everything                 | Il re degli zingari      | 4 marzo 1988      |                  |
| 20 | To Reign in Hell                         | Oltre la verità          | 18 marzo 1988     |                  |
| 21 | Ozymandias                               | Allarme nel sottosuolo   | 1 aprile 1988     |                  |
| 22 | A Happy Life                             | Una vita felice          | 8 aprile 1988     |                  |